# Nel'gese
Il Nel'gese (in russo Нельгесе́?; in lingua sacha: Нэльгэһэ) è un fiume della Siberia Orientale, affluente di sinistra della Adyča (nel bacino della Jana). Scorre nel Tomponskij ulus e nel Verchojanskij ulus della Sacha (Jacuzia), in Russia.
Nasce dal versante orientale dei monti di Verchojansk e scorre con direzione prevalentemente nord-orientale attraverso l'altopiano della Jana; non incontra centri abitati lungo tutto il suo corso. La lunghezza del fiume è di 566 km, l'area del suo bacino è di 15 200 km². Sfocia nella Adyča a 351 km dalla sua foce.
Il bacino del fiume è interessato dal permafrost; le sue acque sono sigillate dal ghiaccio da fine settembre - primi di ottobre, fino a fine maggio - primi di giugno.